# Alice F. Whyte

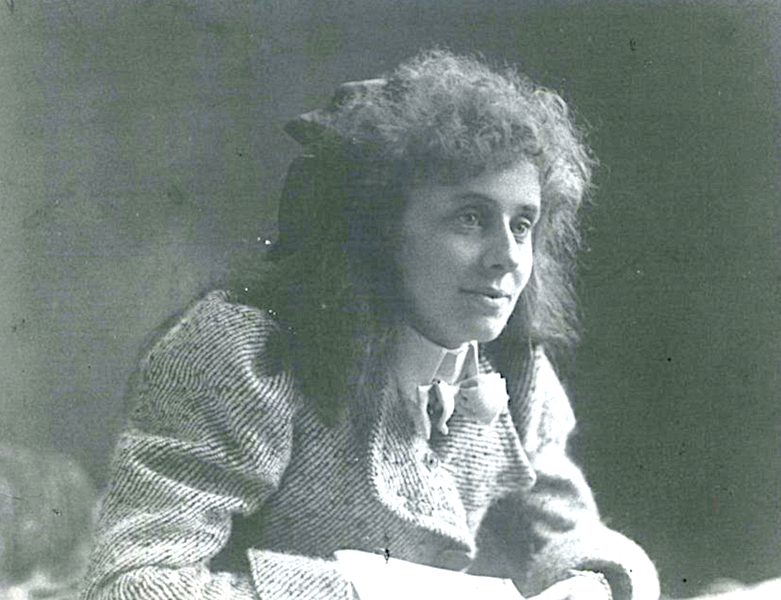
Alice Fanny Fallwell
(ca. 1897)

Alice Fanny Whyte (* 1880 oder 1882 in Neuseeland; † 3. Juli 1952 in Wellington, Neuseeland) war eine neuseeländische Malerin und Aquarellistin. Sie malte zunächst in Öl und später Aquarelle, die in ihrer Gesamtheit Stillleben und Landschaften zum Thema hatten.

## Frühes Leben
Alice Fanny Fallwell wurde 1880 oder 1882 als jüngste Tochter der Eheleute Martha Ann Wilkinson und Samuel Fallwell in Neuseeland geboren. Ihr genaues Geburtsjahr sowie der Geburtsort sind nicht bekannt und ihre Kind- und Jugendzeit liegen ebenfalls im Dunkeln. Alice Vater war Apotheker und kam in den 1850er Jahren nach Neuseeland und ließ sich mit seiner Frau in Papakura, einer ehemals eigenständigen Stadt südsüdöstlich vom früheren Stadtgebiet von Auckland, nieder. Dort ging Alice auch zur Schule. Später, Alice interessierte sich für Malerei, besuchte sie die von John Edward Elam in Auckland gegründete Elam School of Art, wo sie jeden Tag mit dem Zug hinfahren musste.

Still Life with Red Hot Pokers; Öl auf Karton

Im Januar 1892 wurde Alice mit einer ihrer Arbeit in Freihandzeichnen in einer Public Schools Drawing Competition (Zeichnungswettbewerb an öffentlichen Schulen) im Raum Auckland neben vielen anderen mit dem Prädikat „Erste Klasse“ ausgezeichnet und im Mai 1898 stellte sie erstmals einige ihrer in Öl gemalten Werke auf der Auckland Society of Arts Exhibition aus.
Ende September 1900 bestand sie das South Kensington Art Examination an der Elam School of Art, gefolgt von einem weiteren im April 1902. Danach schien Alice zunächst für ein paar Jahre als freie Künstlerin zu arbeiten.

## Arbeit als Kunstlehrerin
1905 ging sie als Kunstlehrerin zurück an die Elam School of Art und unterrichtete dort bis in das Jahr 1908.

## Ehe
Am 17. März 1908 heiratete sie in der Epsom Presbyterian Church den Sekretär der Onehunga Sawmilling Company, Norman Whyte und nahm seinen Namen an.

## Arbeit als Malerin
Um 1929 kehrte Alice, von den Aufgaben als Frau und Mutter etwas gelöst, als Schülerin an die Elam School of Art zurück, um von John Weeks unterrichtet zu werden, den sie selbst Jahre zuvor unterrichtet hatte. Gereift machte sich Alice einen Namen als Aquarellmalerin in Auckland und signierte ihre Werke von 1920 bis 1952 mit Alice F. Whyte, während sie zuvor von 1894 bis 1908 ihre Werke mit Alice Fallwell gekennzeichnet hatte. 1940 wurde einige ihrer Werke in die National Centennial Exhibition in Wellington aufgenommen.
Alice Fanny Whyte verstarb am 3. Juli 1952 in Wellington.